# Sydney Patterson
Pour les articles homonymes, voir Patterson.
Sydney Patterson, dit Sid Patterson (né le 14 août 1927 à Melbourne et mort le 29 novembre 1999 dans la même ville) est un coureur cycliste australien. Professionnel de 1950 à 1968, il a notamment été champion du monde de poursuite professionnels en 1952 et 1953 et amateurs en 1950, et champion du monde de vitesse amateurs en 1949.

## Palmarès

### Championnats du monde
- Amsterdam 1948
  -  Médaillé d'argent de la poursuite amateurs
- Copenhague 1949
  -  Champion du monde de vitesse amateurs
- Rocourt 1950
  -  Champion du monde de poursuite amateurs
- Milan 1951
  -  Médaillé de bronze de la vitesse
- Paris 1952
  -  Champion du monde de poursuite
- Zurich 1953
  -  Champion du monde de poursuite

### Six jours
- 1954 : Aarhus (avec Alfred Strom)
- 1955 : Paris (avec Reginald Arnold et Russell Mockridge)
- 1958 : Sydney (avec Peter Brotherton)
- 1959 : Melbourne (avec Keith Reynolds), Sydney (avec Peter Panton)
- 1961 : Newcastle (avec Bob Jobson et John Tressider)
- 1962 : Melbourne (avec Ronald Grenda), Townsville (avec Barry Lowe), Newcastle (avec Dick Tressider)
- 1963 : Adélaïde (avec Nino Solari), Melbourne (avec Ronald Grenda)
- 1964 : Perth (avec John Young)
- 1966 : Whyalla (avec Robert Ryan)
- 1967 : Adélaïde (avec Charly Walsh), Launceston (avec Graeme Gilmore), Maryborough (avec Barry Waddell)

### Autres compétitions
- Austral Wheel Race en 1962 et 1964
- Grand Prix du Roi en 1951

## Palmarès sur route
- 1959
  - 2e du championnat d'Australie sur route
- 1964
  - 3e du championnat d'Australie sur route

## Récompenses et distinctions
- Sir Hubert Opperman Trophy en 1962[1]
- Temple de la renommée du cyclisme en Australie